# Fundus
El fundus significa fundación en el sentido de asentamiento. Normalmente surgían alrededor de las villas, ya fueran rústicas o urbanas (también llamadas de recreo).

## Contexto
Los romanos denominaban poblaciones municipium a las que estaban amuralladas, ya que esta palabra incluye al verbo amurallar (munio). Por el contrario, por lo menos al principio los romanos contemplaban dos tipos de poblaciones no amuralladas, el fundus y el ager. El ager era un asentamiento rural más reducido, que no podría siquiera población.
- Datos: Q5871700